# Jean-Michel Royer
Pour les articles homonymes, voir Royer.
Jean-Michel Royer, né le 27 février 1933 à Poitiers et mort le 21 janvier 2009 à Aix-en-Provence, est un journaliste et écrivain français, qui fut en 1972, cofondateur de l'hebdomadaire Le Point avec Olivier Chevrillon.

## Biographie

### Jeunesse et études
Après ses études à Poitiers au lycée Henri IV, Jean-Michel Royer effectue ses études supérieures à l'Institut d'études politiques de Paris. 

### Parcours professionnel

#### Débuts chez les gaullistes
Il est à 20 ans avocat au barreau de Paris. Après son service militaire en Algérie, il travaille à l'Association française de science politique, sur le Mouvement de Pierre Poujade, les révoltes agricoles, les groupes de pression de l'alcool. Ayant rejoint le  gaullisme de gauche, il milite à l'Union des jeunes pour le progrès, auprès de René Capitant, Louis Vallon, Léo Hamon. À 28 ans, il devient rédacteur en chef de l'hebdomadaire Notre République. 

#### Attaché de presse dans les cabinets ministériels
Il entre à 33 ans dans les cabinets ministériels des gouvernements gaullistes. Il est en particulier attaché de presse du secrétaire d’État à la Coopération et du ministre de l'Economie et des Finances.
C'est un proche et un homme de confiance des ministres Jean Charbonnel puis de Michel Debré. 
En 1968, il est chargé de mission au cabinet de Joël Le Theule, secrétaire d'État auprès du Premier ministre, chargé de l'information (gouvernement Couve de Murville), avec qui il nouera une solide amitié. 

#### Radio Monte-Carlo
Parallèlement à ses fonctions dans les cabinets ministériel, il occupe des fonction de direction à la tête  de Radio Monte-Carlo, alors contrôlée par l'Etat via la Sofirad, comme rédacteur en chef puis directeur de l’information
Il y restera chroniqueur du matin jusqu'en 1975 puis animateur de l'émission À micro ouvert et n'hésite pas à conseiller le Premier ministre tout en citant Jean-Paul Sartre, malgré son "engagement" gauchiste, à l'antenne, ses éditoriaux étant repris dans la presse.
Le 22 septembre 1969, Georges Pompidou, au cours d'une conférence de presse au palais de l'Élysée, répond à une question de Jean-Michel Royer sur le suicide de Gabrielle Russier, enseignante condamnée pour détournement de mineur, en citant partiellement une poésie de Paul Éluard. 

#### Création de journaux
Parallèlement à ses fonctions de direction à Radio Monte-Carlo, Jean-Michel Royer s'investit dans la création de journaux.
Il crée les hebdomadaires Le Défi puis, en 1970, avec Paul-Marie de La Gorce, L'Actualité. 
En 1971, un groupe de journalistes réunis autour d'Olivier Chevrillon, toujours haut fonctionnaire en disponibilité, s'oppose au directeur de L’Express, qui aller combattre le Premier ministre Jacques Chaban-Delmas, et va voir le patron de presse chez Jean Prouvost qui leur ouvre les portes de Paris-Match ou de RTL. Jean-Michel Royer les rejoint. Ainsi, en 1972, il participe autour d'Olivier Chevrillon à la création de l'hebdomadaire Le Point et en devient chroniqueur. Pendant toutes ces années, il propose parfois des articles dans de multiples publications telles que Le Monde, Lire ou Lui ou Le Progrès.

#### Activité littéraire
À partir des années 1975, Jean-Michel Royer développe parallèlement une intense activité littéraire. En 1990, il s'installe dans les Bouches-du-Rhône, à Aix-en-Provence où, en continuant son œuvre journalistique et littéraire, il crée les Cahiers Boulegon et apporte son concours à de nombreux évènements littéraires et artistiques.

## Ouvrages

### Chroniques du règne du roy François
- Prophéties de Nostradamus pour le roy François, Le Pré aux Clercs, français, 1983, Paris ;
- Le roy François, Chroniques de la cour et de la ville, Le Pré aux Clercs, français, 1985, Paris ;
- Le prince Jacques et le roy François, L'an I de la cohabitation, Le Pré aux Clercs, français, 1987, Paris ;
- François Mitterrand élu à l'Académie française, discours de réception et autres textes de circonstances, Balland, français, 1989, Paris ;
- Edith, allons voir si la rose..., Les Cahiers Boulegon, français, 1992, Aix-en-Provence ;
- Monsieur le Cardinal et Dieu, chroniques de la Cour et de la ville, Plon, français, 1994, Paris

### Pastiches, postiches et apocryphes
- À la manière d'Eux, Simoën, français, 1977, Paris ;
- À la manière Deux, Simoën, français, 1978, Paris ;
- À la manière d'Un, Stock, français, 1980, Paris, prix Roland de Jouvenel de l'Académie française, 1981 ;
- (Sous le pseudonyme Bénigne Bossuet) Oraison funèbre de Monsieur Serge Gainsbarre, Les Cahiers Boulegon, français, 1991, Aix-en-Provence ;
- Lettre ouverte du Général de Gaulle aux Franchouillards d'aujourd'hui, Albin Michel, français, 1998, Paris ;
- Les Zinédits de Zidane et neuf autres pastiches, Les Cahiers Boulegon, français, 2000, Paris

### Roman
- Le Double Je, ou les Mémoires du Chevalier d'Eon, Grasset, français, 1986, Paris, ouvrage couronné par la Société des gens de lettres

### Comédie vidéo
- Panurge, en collaboration avec François Rabelais, réalisation de Jean-Christophe Averty, FR3, 1982

### Chroniques
- À chaud, chroniques du Progrès, 1974-1977, Simoën, français, 1978, Paris

### Éditions présentées et commentées
- Le Livre d'or de l'Assiette au Beurre, Simoën, français, tome 1 : 1977, tome 2 : 1978, Paris ;
- Mémoires de M. d'Artagnan, Ramsay, français, 1979, Paris
- Le Chevalier d’Éon et la Guerre de Sept ans - Avec la plume et avec l'épée : roman chronique de Valentin Pikoul, trad. adaptation et présentation de Max Heilbronn, 1983, Paris.

### Histoire
- Le Mouvement Poujade, Cahiers de la Fondation Nationale des Sciences Politiques, avec Stanley Hoffmann et allii, Armand Colin, français, 1956, Paris ;
- Jean Moulin, roi crucifié des ombres, Mémorial pour "En ce temps-là, de Gaulle", français, juin-août 1972, numéros 36 à 42, Paris ;
- Le pamphlet de Sade à Mitterrand, Le Crapouillot, français, juin-juillet 1983, Paris ;
- Les petites malices du Général, Balland, français, 1990, Paris, prix spécial de l'Humour politique

### Essai
- Jacques Cordier, Sourires de la lumière, Skira, 300 p., français, 2001, Paris

### Non publiés
Trois ouvrages:
- Les grelots du carnaval, chroniques de l'an 1889 ;
- Mémoires de M. de Charlus, roman ;
- Mazarino-Mazarinette, roman